# Radio (album de Naked City)
Pour les articles homonymes, voir Radio.
Radio est un album de Naked City paru sur le label japonais Avant en 1993, et réédité par Tzadik dans le coffret The complete studio recordings. C'est, avec Absinthe paru la même année, le dernier disque du groupe.

## Titres
| 1.    | Asylum                   | 1:54 |
| 2.    | Sunset Surfer            | 3:22 |
| 3.    | Party Girl               | 2:33 |
| 4.    | The Outsider             | 2:27 |
| 5.    | Triggerfingers           | 3:31 |
| 6.    | Terkmani Teepee          | 3:56 |
| 7.    | Sex Fiend                | 3:31 |
| 8.    | Razorwire                | 5:28 |
| 9.    | The Bitter And The Sweet | 4:48 |
| 10.   | Krazy Kat                | 1:51 |
| 11.   | The Vault                | 4:44 |
| 12.   | Metaltov                 | 2:07 |
| 13.   | Poisonhead               | 1:09 |
| 14.   | Bone Orchard             | 3:53 |
| 15.   | I Die Screaming          | 2:29 |
| 16.   | Pistol Whipping          | 0:57 |
| 17.   | Skatekey                 | 1:24 |
| 18.   | Shock Corridor           | 1:05 |
| 19.   | American Psycho          | 6:09 |
| 57:18 |                          |      |

## Personnel
- Joey Baron - batterie
- Yamatsuka Eye - voice
- Bill Frisell - guitare
- Fred Frith - basse
- Wayne Horwitz - claviers
- John Zorn - saxophone alto